# Ugarsko-poljska kronika
Ugarsko-poljska kronika (lat. Chronicon Hungarico-Polonicum), srednjovjekovna kronika koja postoji u dvije redakcije. Njen puni naslov je "Kronika Mađara povezana i pomiješana s kronikom Poljaka i životom svetog Stjepana (Cronica Ungarorum juncta et mixta cum cronicis Polonorum, et vita sancti Stephani). Original je napisan u 13. stoljeću na dvoru hrvatskog hercega i galičkog kralja Kolomana. Nakon 1241. godine, originalni rukopis odnijela je Kolomanova udovica, Salomea, u Poljsku.
Tekst kronike je kompilacija usmene predaje i legendi te obiluje povijesnim netočnostima.
Sadržaj kronike kreće se vremenski od vladavine kralja "Akvile" (Atila) pa do vladavine kralja Ladislava I. Kronika donosi i legendu o nasilnoj smrti kralja "Kazimira" (Zvonimir), u kojoj se očituje utjecaj usmene povijesne predaje, preuzete s hrvatskih prostora. Kronika opisuje kako je ugarski kralj Akvila odlučio osvetiti smrt hrvatskog kralja Kazimira, kojeg su "sramotno izdali i ubili" Hrvati. Po dolasku ugarske vojske na čelu s Akvilom, na granicu Hrvatske i Slavonije, odnosno, "između rijeka Save i Drave", došli su pred njega "prvaci Hrvatske i Salvonije" i zametnuli "veliku bitku", koja je trajala osam dana, nakon čega je pobijedio i zauzeo zemlju.
U daljnjem tekstu, navodi se da Hrvatska obiluje pašnjacima i puna je "pastira i ovaca, odnosno goveda i neukroćene ždrebadi", uz dodatak da je "kralj Slavonije i Hrvatske" imao svoju prijestolnicu na morskoj obali, u gradu Splitu.